# Anzu, gat fantasma
Anzu, gat fantasma (化け猫あんずちゃん, Bakeneko Anzu-chan) és una pel·lícula d'anime del 2024 dirigida per Yōko Kuno i Nobuhiro Yamashita i produïda per Shin-Ei Animation i Miyu Productions. Basada en el manga homònim de Takashi Imashiro, la pel·lícula compta amb les veus originals de Mirai Moriyama, que dona veu a l'Anzu, el gat fantasma protagonista; i Noa Gotō, una noia anomenada Karin. La pel·lícula es va estrenar al Japó el juliol de 2024. S'ha doblat al català i es preveu que s'estreni als cinemes el 9 de maig de 2025.

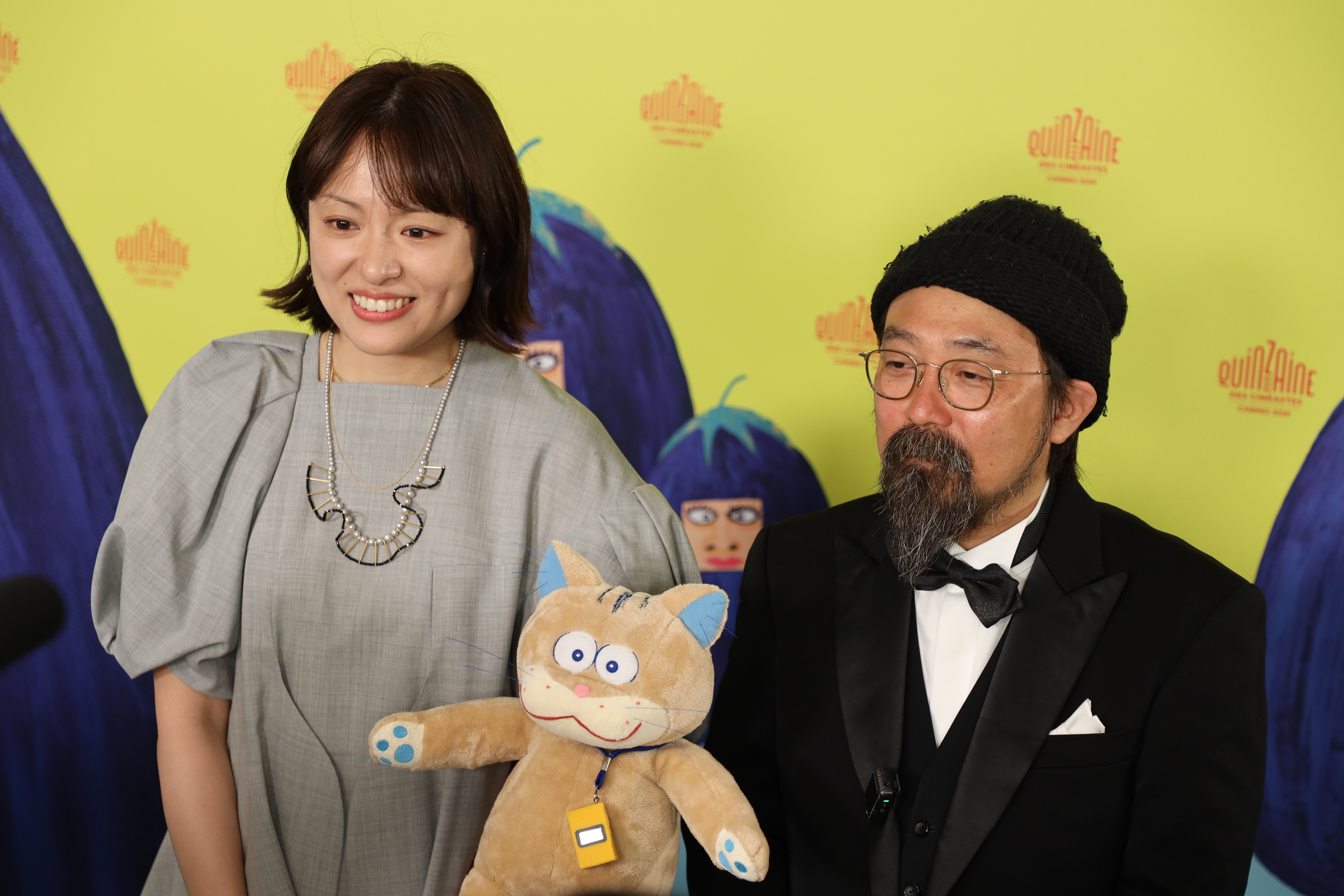
Els directors Yôko Kuno i Nobuhiro Yamashita al Festival de Canes de 2024.

El film va rodar per inicialment en imatge real i l'animació es va rotoscopar a partir d'aquest metratge.
Chiaki Sato va interpretar la cançó principal de la pel·lícula, "Matabi", i Keiichi Suzuki va compondre'n la banda sonora.
Anzu, gat fantasma es va projectar com a projecte en curs al Festival Internacional de Cinema d'Animació d'Annecy de 2023. Aquell mateix mes, va ser adquirit per GKIDS per distribuir-se a l'Amèrica del Nord l'any següent. La pel·lícula, ja enllestida, es va estrenar el 21 de maig de 2024 a la secció de la Quinzena de Cineastes del Festival de Canes. La pel·lícula es va estrenar al Japó el 19 de juliol de 2024, seguida d'una estrena a l'Amèrica del Nord al 28è FanTasia el 21 de juliol de 2024. També es va incloure a la secció Cinema Obert del 29è Festival Internacional de Cinema de Busan i es va projectar al cinema a l'aire lliure l'octubre de 2024.